# Бочаров, Вячеслав Александрович
Вячеслав Александрович Бочаров (13 декабря 1937, Москва — 17 марта 2012, Москва) — советский и российский специалист по логике.
доктор философских наук (1989), профессор кафедры логики философского факультета МГУ (1990).

## Биография
Окончил философский факультет МГУ (1965).
С 1966 года сотрудник кафедры логики философского факультета МГУ, с 1990 года профессор там же,
кандидат философских наук (1980), кандидатская диссертация «Силлогистика без экзистенциальных предпосылок» (1980). Докторская диссертация «Анализ силлогистических теорий» (1988).
Опубликовал 111 научных работ. Подготовил 7 кандидатов наук.

## Труды
- «Аристотель и традиционная логика» (1984);
- «Силлогистика» (1986);
- «Основы логики» (соавт. В. И. Маркин, 1994);
- «Божественные атрибуты» (соавт. Т. И. Юраскина, 2003).